# Brnakot
Brnakot (armeniska: Բռնակոթ) är en ort i Armenien. Den ligger i provinsen Siunik, i den sydöstra delen av landet, 150 kilometer sydost om huvudstaden Jerevan. Brnakot ligger 1 698 meter över havet och antalet invånare är 1 912.
Terrängen runt Brnakot är kuperad. Närmaste större samhälle är Hatsavan, 3,7 kilometer söder om Brnakot. 
Trakten runt Brnakot består i huvudsak av gräsmarker. Runt Brnakot är det ganska glesbefolkat, med 42 invånare per kvadratkilometer.